# Bujlud

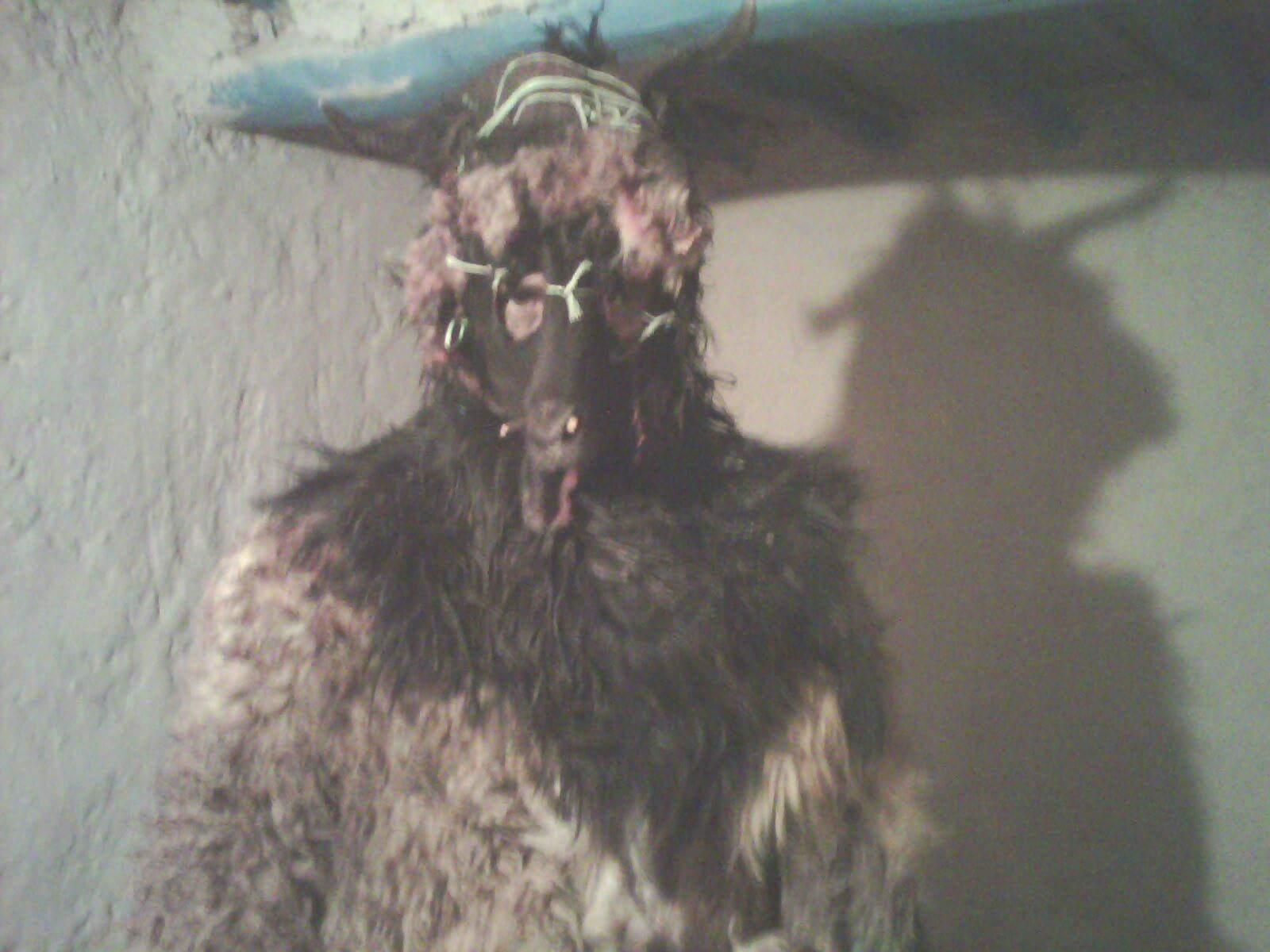
Bujlud en Marruecos (2011).

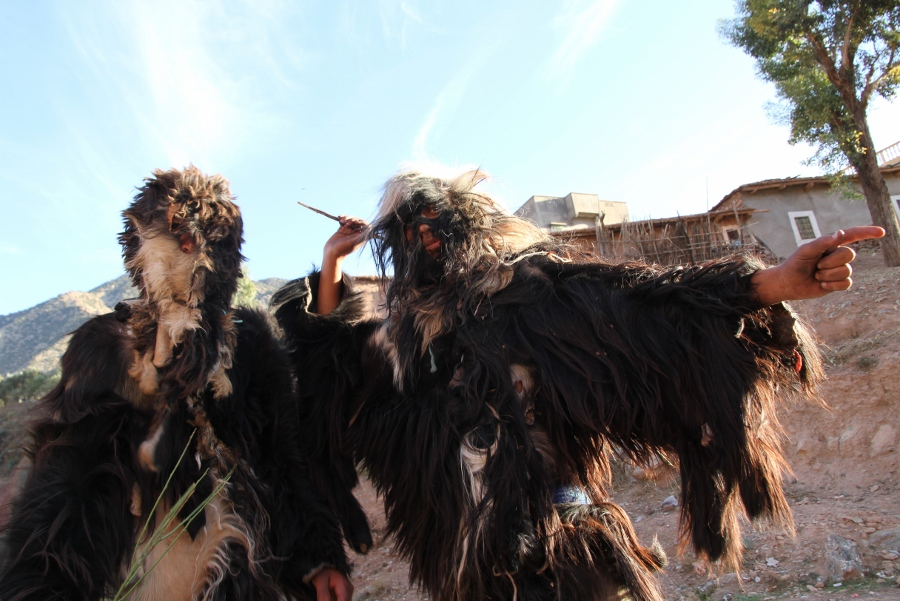
Disfrazados con pieles de cabras

Bujlud (en bereber: Bilmaw; en árabe: بوجلود o بيلماون‎) es una celebración folclórica 
bereber que se celebra al día siguiente del Eid al-Adha en algunas regiones del Marruecos.

## Etimología
La expresión Bujlud deriva del árabe abu (en : أبو, propietario) y jlood  (en árabe: جلود‎ :, plural de jild en árabe: أبو‎ árabe: جلد, piel).
El nombre bereber es Bilmawen.

## Descripción
La celebración se celebra al día siguiente del Eid al-Adha. Los jóvenes para la ocasión realizan y se ponen máscaras y disfraces compuestos por pieles de las ovejas o de las cabras sacrificadas. Los jóvenes  bailan  con los disfraces, sosteniendo en sus manos miembros de los animales sacrificados, que utilizan para golpear a las personas con las que se encuentran. 

## Significado
Los etnólogos franceses Édmond Doutté y Émile Laoust relacionan el festejo con los ritos bereberes preislámicos que celebraban los cambios de las estaciones, la muerte y la resurrección. El antropólogo finlandés Edvard Westermarck, a su vez, relacionó el b. con la saturnalia romana. Abdellah Hammoudi, en su ensayo The Victim and his Masks: An Essay on Sacrifice and Masquerade in the Maghreb, rechaza las anteriores interpretaciones y ve en el b. una práctica cultural propia, inseparable del sacrificio del Eid al-Adha. Hassan Rachik también ha escrito acerca de los sacrificios tradicionales del Ait Mizan y el Ait Souka, en el Alto Atlas.